# 硫酸エチル1-エチル-3-メチルイミダゾリウム
硫酸エチル1-エチル-3-メチルイミダゾリウム（英: 1-Ethyl-3-methylimidazolium ethyl sulfate、EMIM EtSO4）は、有機塩であり、粘性のある液体として存在し、室温イオン液体である。また、硫酸エチル1-エチル-3-メチルイミダゾリウムは甘い香りがする。

## 合成および調製
硫酸エチル1-エチル-3-メチルイミダゾリウムは、第四級化反応において調製することができる。その際、硫酸ジエチルから1-メチルイミダゾールへエチル基が転移する。

## 特性
硫酸エチル1-エチル-3-メチルイミダゾリウムは、5.56 mS·cm−1の電気伝導率と4.0 Vの電位窓を持つ。

## 用途
硫酸エチル1-エチル-3-メチルイミダゾリウムは、炭化水素から硫黄を除去するために使用できる。また、溶媒としての応用は、ラジカル重合や電気化学的な炭素-水素活性化に見られる。さらに、硫酸エチル1-エチル-3-メチルイミダゾリウムは、ハロゲンフリーおよび超高純度のイオン液体の製造における重要な中間体である。月面望遠鏡における応用に向けて、硫酸エチル1-エチル-3-メチルイミダゾリウム上への銀の析出が調査された。